# Leonie Zegg
Leonie Zegg (25 ottobre 2004) è una sciatrice alpina austriaca.

## Biografia
Specialista delle prove veloci attiva dal dicembre del 2020, in Coppa Europa Leonie Zegg ha esordito il 6 febbraio 2023 a Sarentino in supergigante (17ª) e ha conquistato il primo podio il 15 gennaio 2025 ad Altenmarkt-Zauchensee in discesa libera (3ª); ai Mondiali juniores di Tarvisio 2025 ha vinto la medaglia d'argento nel supergigante. Non ha debuttato in Coppa del Mondo e non ha preso parte a rassegne olimpiche o iridate.

## Palmarès

### Mondiali juniores
- 1 medaglia:
  - 1 argento (supergigante a Tarvisio 2025)

### Coppa Europa
- Miglior piazzamento in classifica generale: 39ª nel 2025
- 1 podio:
  - 1 terzo posto